# Municipio de Plymouth (condado de Ashtabula)
El municipio de Plymouth (en inglés: Plymouth Township) es un municipio ubicado en el condado de Ashtabula en el estado estadounidense de Ohio. En el año 2010 tenía una población de 1981 habitantes y una densidad poblacional de 34,22 personas por km².

## Geografía
El municipio de Plymouth se encuentra ubicado en las coordenadas 41°49′14″N 80°45′13″O / 41.82056, -80.75361. Según la Oficina del Censo de los Estados Unidos, el municipio tiene una superficie total de 57.9 km², de la cual 57,73 km² corresponden a tierra firme y (0,29 %) 0,17 km² es agua.

## Demografía
Según el censo de 2010, había 1981 personas residiendo en el municipio de Plymouth. La densidad de población era de 34,22 hab./km². De los 1981 habitantes, el municipio de Plymouth estaba compuesto por el 94,95 % blancos, el 1,21 % eran afroamericanos, el 0,25 % eran amerindios, el 0,71 % eran asiáticos, el 1,06 % eran de otras razas y el 1,82 % eran de una mezcla de razas. Del total de la población el 2,42 % eran hispanos o latinos de cualquier raza.